# آدم النفاتي
آدم النفاتي (مواليد 20 يونيو 1994)؛ هو لاعب كرة قدم مغربي يشغل مركز مهاجم بنادي الرجاء الرياضي.

## الإنجازات

### مع الأندية
الفتح الرباطي:
- البطولة الوطنية المغربية : 2016
- كأس العرش : 2014

 الجيش الملكي:
- البطولة الوطنية المغربية : 2023
- كأس العرش : 2022

 الرجاء الرياضي:
- البطولة الوطنية المغربية : 2024

### مع المنتخبات الوطنية
المغرب
- بطولة أمم أفريقيا للمحليين:
  -  البطل: 2021

 المغرب تحت 20 سنة
- ألعاب البحر الأبيض المتوسط
  -  ميدالية ذهبية في ألعاب البحر الأبيض المتوسط 2013
- ألعاب التضامن الإسلامي
  -  ميدالية ذهبية في ألعاب التضامن الإسلامي 2013
- الألعاب الفرانكوفونية
  -  ميدالية فضية في الألعاب الفرانكوفونية 2013
- دوري تولون الدولية لكرة القدم 
  - النهائي: بطولة تولون الدولية لكرة القدم 2015

## وصلات خارجية
- آدم النفاتي على موقع قاعدة بيانات كرة القدم.إي يو (الإنجليزية)
- آدم النفاتي على موقع ناشيونال فوتبول تيمز (الإنجليزية)
- آدم النفاتي على موقع Soccerway.com (الإنجليزية)
- آدم النفاتي على موقع عالم كرة القدم.نت (الإنجليزية)